# Jules de Marthold
 (mars 2020).
Si vous disposez d'ouvrages ou d'articles de référence ou si vous connaissez des sites web de qualité traitant du thème abordé ici, merci de compléter l'article en donnant les références utiles à sa vérifiabilité et en les liant à la section « Notes et références ».
Jules de Marthold (né Jules-Adolphe Dufour le 24 janvier 1847 dans l'ancien 6e arrondissement de Paris et mort le 3 mai 1927 à Paris 18e) est un critique littéraire, romancier et auteur de pièces de théâtre.

## Biographie
Jules de Marthold a collaboré à Gil Blas, La Réforme et Le Matin. 
Il fut brièvement en 1895-1896, le président de la Société des artistes lithographes français.
Il était le compagnon de Amélie Villetard.

## Œuvres
- Pascal Fargeau, Tresse, 1881.
- Contes sur la branche, illustré par Émile Mas, Tresse, 1881.
- Casse-noisette, Jules Lévy, 1885.
- Histoire de Marlborough, illustrations par Caran d'Ache, Léon Vanier, 1885.
- Retour de bal, H. Tellier, 1893.
- Pierre Vidal peintre, graveur et lithographe, Ch. Meunier, 1901.
- Éline de Rouen[3]
- Neiges d'antan, P. Ferdinando, 1913.
- Les Feuilles du chêne,  R. Chiberre, 1925.
- Poverello, chronique historique en 5 actes (1205-1226), Plon, 1928.
- Souvenirs littéraires, Jouve et Cie, 1929.
- L'Art de Manet, textes réunis et présentés par Samuel Rodary, L'Échoppe, 2011